# موزه ملی تاریخ جمهوری آذربایجان
موزهٔ ملی تاریخ جمهوری آذربایجان، بزرگ‌ترین موزهٔ جمهوری آذربایجان است که در باکو واقع است. این موزه در عمارت سابق نیکوکار و خیّر آذربایجانی، زین‌العابدین تقی‌یف در سال ۱۹۲۰ میلادی تأسیس شده و در سال ۱۹۲۱ بر روی بازدیدکنندگان گشایش یافته‌است.

## تاریخ موزه
ساختمان موزه بین سال‌های ۱۸۹۳ الی ۱۹۰۲ ساخته شده‌است. بنای این موزه بر پایهٔ سبک معماری رنسانس ایتالیا ساخته شده‌است. برخی قسمت‌های ساختمان چهار طبقه می‌باشند. این موزه توسط معمار لهستانی «جوزف گوسلاوسکی» طراحی گردیده است.
این ساختمان ابتدا کاخ شخصی حاجی زین‌العابدین تقی‌اف بوده و پس از اشغال آذربایجان از سوی روسها و برقراری حکومت شوروی، این کاخ از وی مصادره گردیده و در سال ۱۹۲۰ به فرمان کمیساریای مردمی شوروی به موزه تبدیل گشته است.

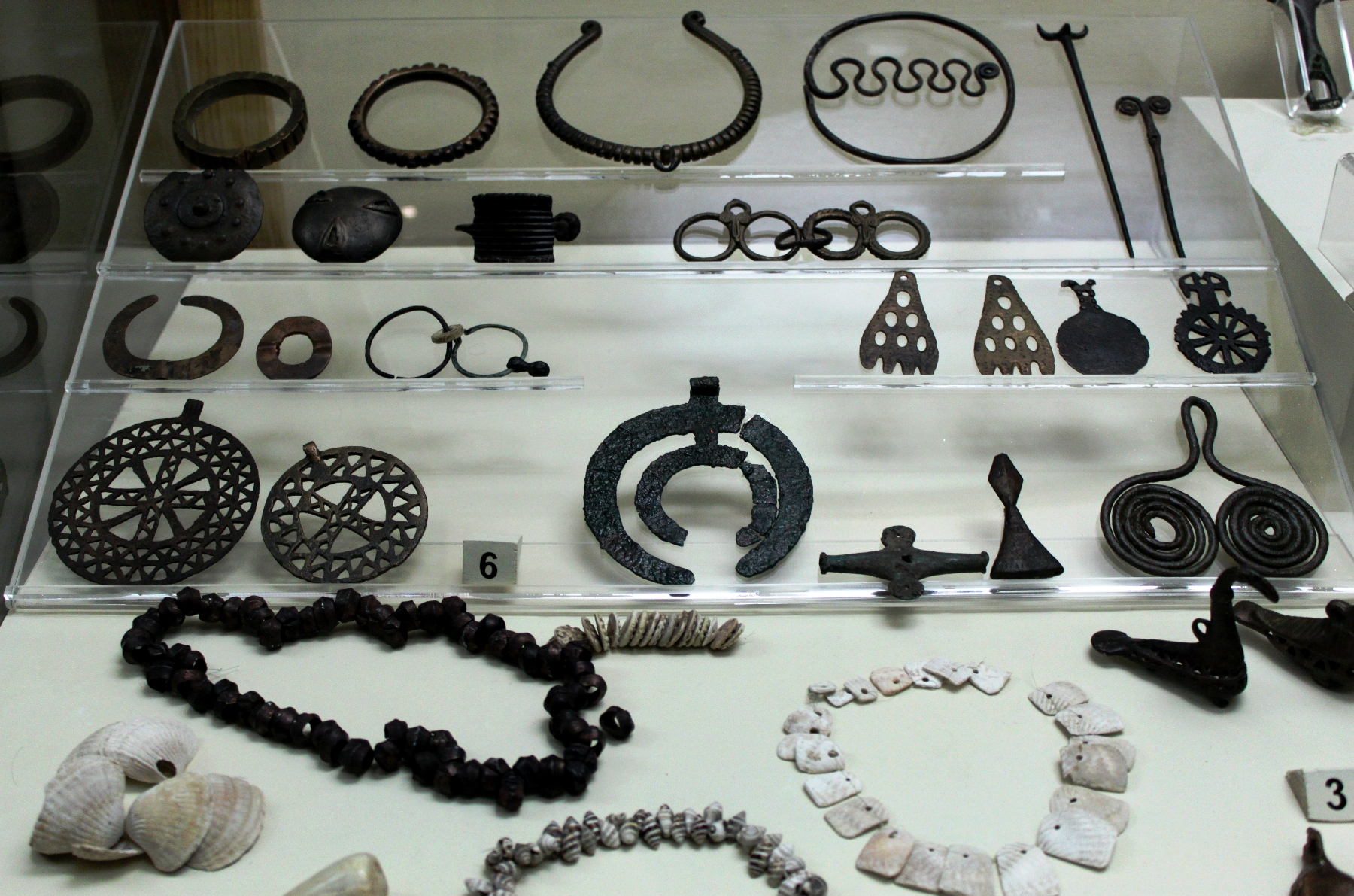
زیورآلات درست شده از مس

در ماه مه ۱۹۳۴ مصوبه ویژه‌ای جهت بهبود تدریس تاریخ و جغرافیا در مدارس تصویب گردید. به‌طور دقیق تر، این مصوبه برای القای «مزایای جامعه سوسیالیستی» به اعضا و نسل‌های آیندهٔ این رژیم توتالیتر به تصویب رسید. دیدگاه مارکسیستی نسبت به تاریخ از طریق تأسیس مؤسسات مطالعات تاریخ و سایر نهادها به مردم ارائه گردید. علاوه بر این، انواع جدید موزه‌های تاریخی و منطقه‌ای برای الهام بخشیدن به تدریس و ترویج تاریخ ایجاد گشت. 
شبکه‌های موزه با محورهای تاریخی در رابطه با القای نگرش‌های سیستم جدید افزایش یافت. افزون بر این، ساز و کار طرفداری از ایده‌های شوروی و منادی‌های این رژیم بسیار قوی تر شدند. شناخت مردمان شوروی از تاریخ موطن خود از طریق دستاوردهای موزه‌ها در تحقیقات توسعه یافت.
هنگام صحبت در مورد کار موزهٔ تاریخ آذربایجان که از اولین روزهای تأسیس خود، به عنوان یک مؤسسه فرهنگی- آموزشی و نیز پژوهشی فعالیت می‌کند، باید از کلمات «اولین» یا «برای اولین بار» استفاده نمود. پس، کاوش‌های باستان‌شناسی انجام شده در سال ۱۹۲۵ در «خواجه‌لی» و «نخجوان»، پایه‌های مطالعهٔ علمی آثار ملموس و فرهنگی باستانی در قلمروی آذربایجان را به وجود آورد. در سال‌های متعاقب، کارکنان موزه کاوش‌های باستان شناختی در «قبله» پایتخت «آلبانیای قفقاز» و همچین در شهرهای قرون وسطی چون «گنجه»، «خرابه گیلان» (Xarabagilan)، «اؤرن قلعه» (Örənqala) به جا آوردند. فرهنگ «یالویلو» (Yalоylutəpə) که در شهر قبله یافته شد، از یافته‌های ارزشمند و جالب در منطقه قفقاز بزرگ بود. کاوش‌های باستان‌شناسی در شهر «مینگه‌چویر» که یافته‌های آن مسائل مهم دورهٔ اولیه قرون وسطی در آذربایجان را پوشش می‌دهد، در آن زمان در جمهوری سوسیالیستی آذربایجان شوروی، حتی در بُعد اتحاد شوروی، به عنوان یک موفقیت بزرگ محسوب می شد. این یافته‌ها که بعداً در موزه به نمایش گذاشته و مورد توجه بسزایی واقع شدند، همچنین به منبع ای موثق برای تألیف کتاب‌ها و تزهای زیادی مبدل گردیدند.
به فرمان «الهام علی اف»، رئیس جمهوری آذربایجان، در سال‌های ۲۰۰۴ تا ۲۰۰۷ با حفظ نمای تاریخی خود بر اساس معیارهای مدرن موزه‌ها مورد بازسازی قرار گرفت. در حین این بازسازی و مرمت، موزه به تجهیزات مدرن مجهز گردیده و اشیاء نمایشی موجود در آن به‌طور موشکافانه‌ای بازسازی گشتند. علاوه بر این در ۱۰ تا اتاق موزه، موزهٔ خانگی حاجی زین‌العابدین تقی‌اف گشایش یافت. در سال ۲۰۰۷، بعد از بازسازی‌های کامل، موزه درهای خود را مجدداً بر روی بازدید کنندگان باز نمود.
این موزه در سال ۲۰۲۴، دست به حذف تاریخ ایران از تاریخ جمهوری آذربایجان زد از جمله ایران باستان مثل هخامنشیان، اشکانیان و ساسانیان، دوره میانی تاریخ ایران از جمله بخشی اعظمی از سلجوقیان و دوره مدرن اولیه از جمله صفویه و قاجار.

## سبک معماری
دو سالن رقص در کنار یکدیگر در طبقهٔ دوم موزه قرار دارد. یکی بر اساس طراحی شرقی (موریتانی)، دیگری بر پایهٔ طراحی غربی برپا شده‌است. تالار شرقی حائز پنجره‌های شیشه‌ای پلاستیکی، طاق‌های مُذهب، دیوارهای بسیار مزین، سقف‌ها و چلچراغ‌ها می‌باشد. خطوط در سالن غربی به‌طور عمودی یکدیگر را دنبال می‌کنند- مستطیل.

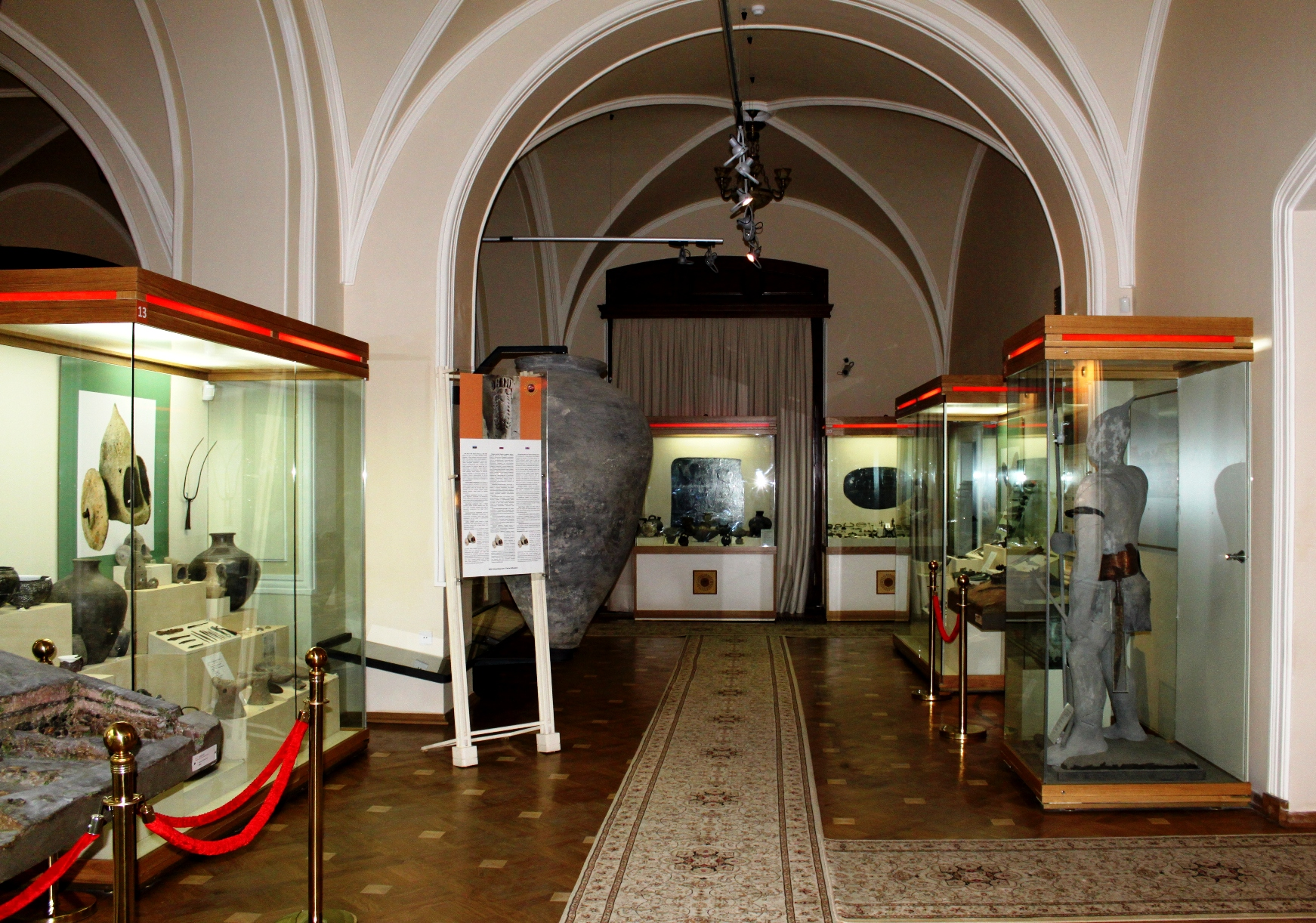
نمایشگاه موزه

طبق عکسهای گرفته شده حدود ۹۰ سال پیش، یکی از اتاق‌های استادانه درست شده، اتاق نشیمن همسر حاجی زین‌العابدین تقی‌اف می‌باشد. تمامی اثاثیه و نقاشی‌های قابل حمل اتاق الان در موزه موجود نمی‌باشند. امروزه به جز سقف آینه‌ای بیش از حد آراسته شده، هیچ چیز دیگری باقی نمانده‌است. در عهد شوروی سابق، چهار لایه رنگ سفید بر روی طرح‌های گلدار بسیار مزین روی دیوارها اضافه شده‌است. هنوز هم رنگ اساسی در سالن‌های اصلی با گذشت زمان فوق العاده خوب به نظر می‌رسد.

## شعب
این موزه دارای بیش از ۲،۰۰۰ نمایشگاه و شامل بخش‌های زیر است:
- بخش تاریخ مدرن
- بخش مردم نگاری
- گروه تاریخ باستان و قرون وسطی جمهوری آذربایجان
- بخش گردش علمی
- آزمایشگاه برای بازسازی موزه
- صندوق سکه شناسی: شامل مجموعه‌ای از یوگنی پاخوموف
- گروه طراحی هنر
- کتابخانه

## نشانی
باکو، خیابان حاجی زین‌العابدین تقی‌اف ۴، نزدیکی ایستگاه متروی «ساحل»

## نگارخانه

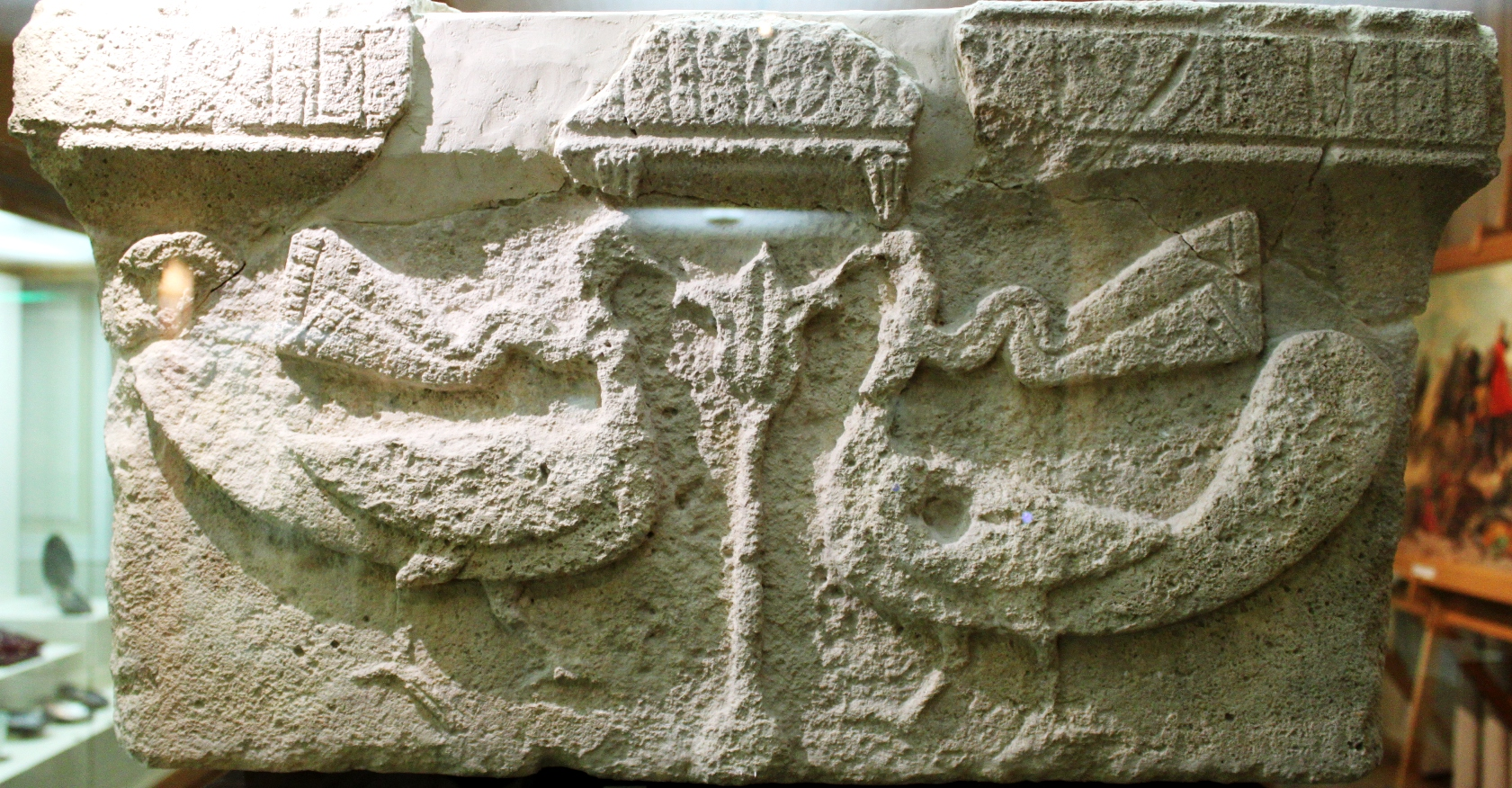
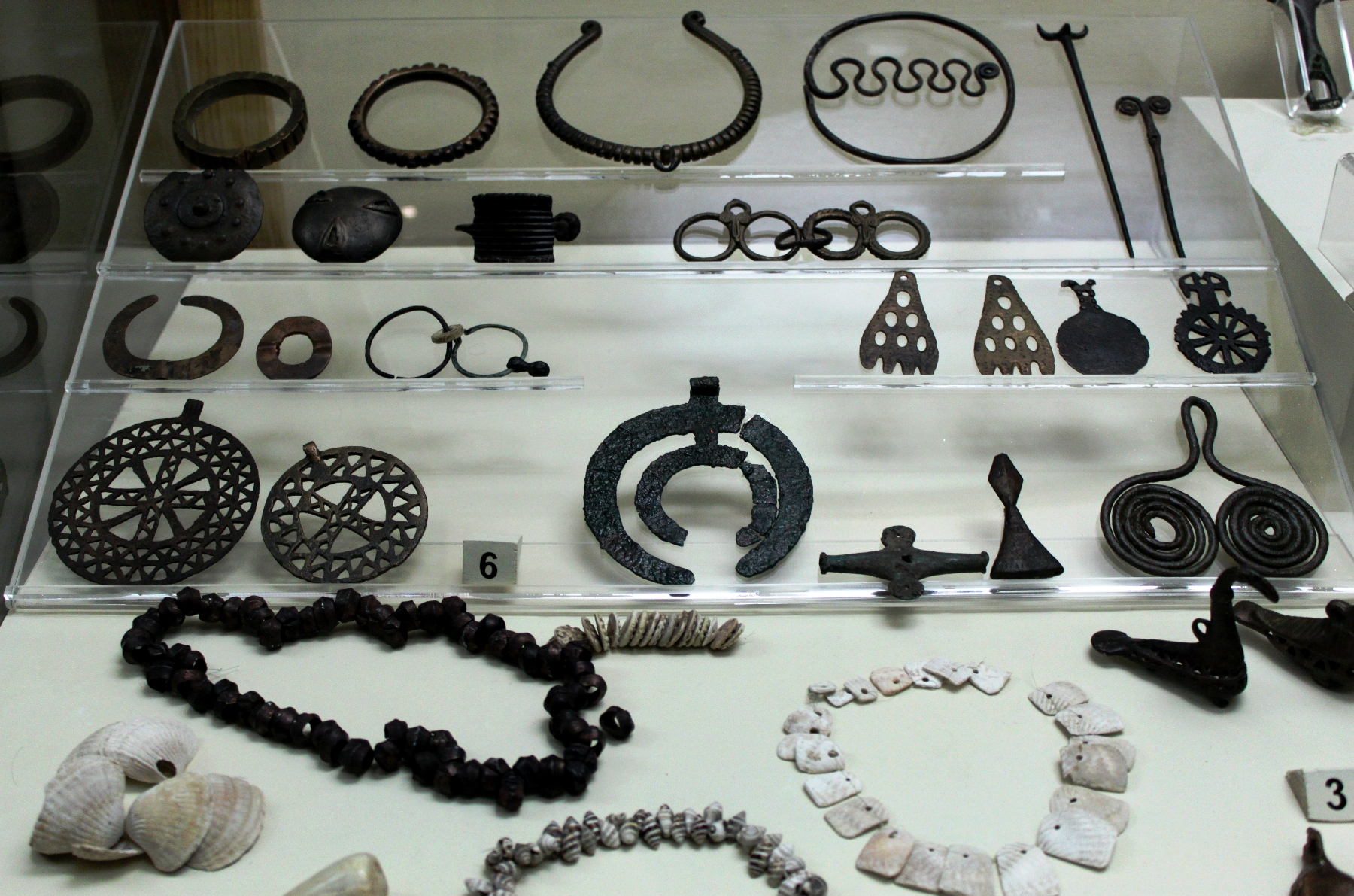
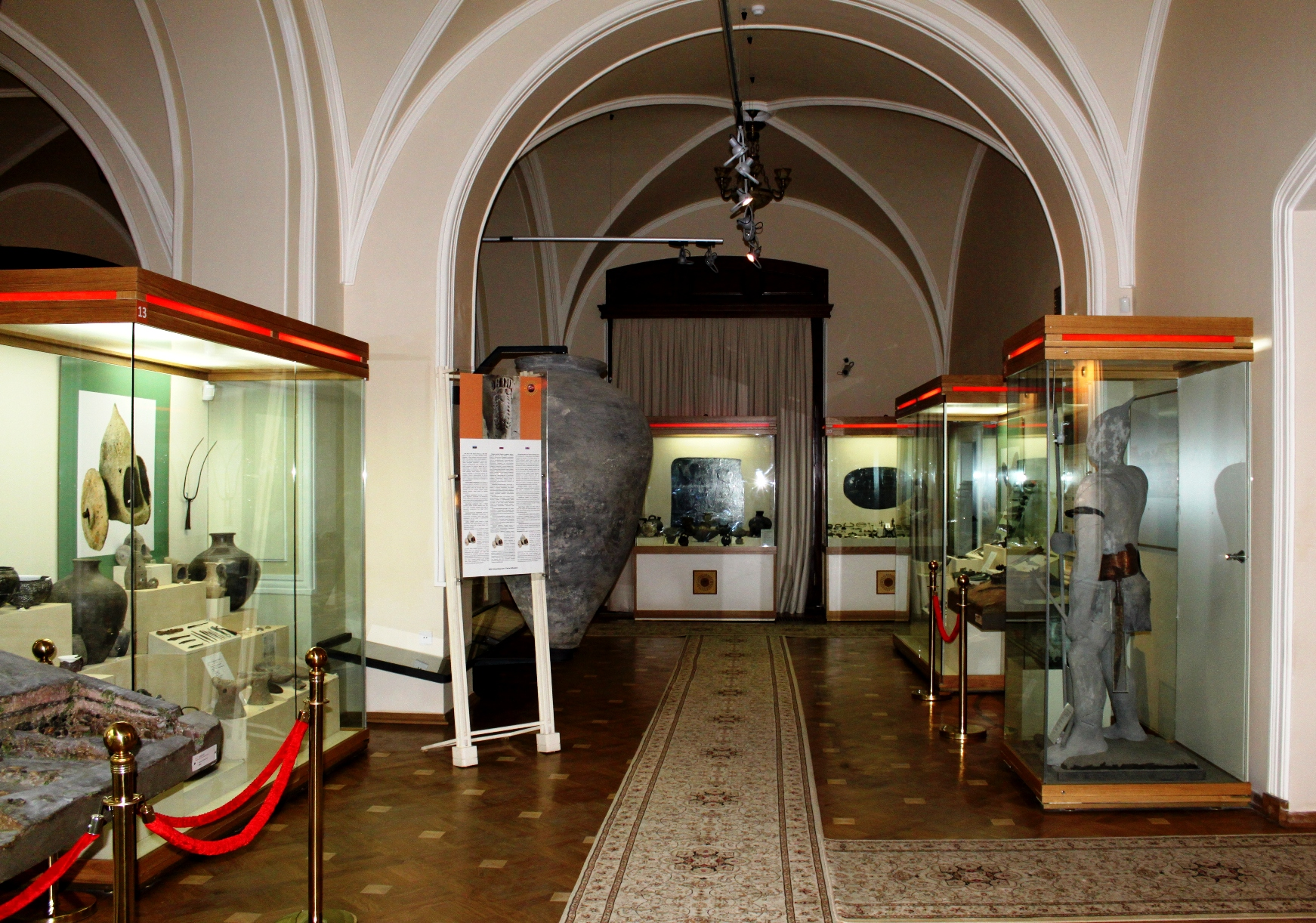
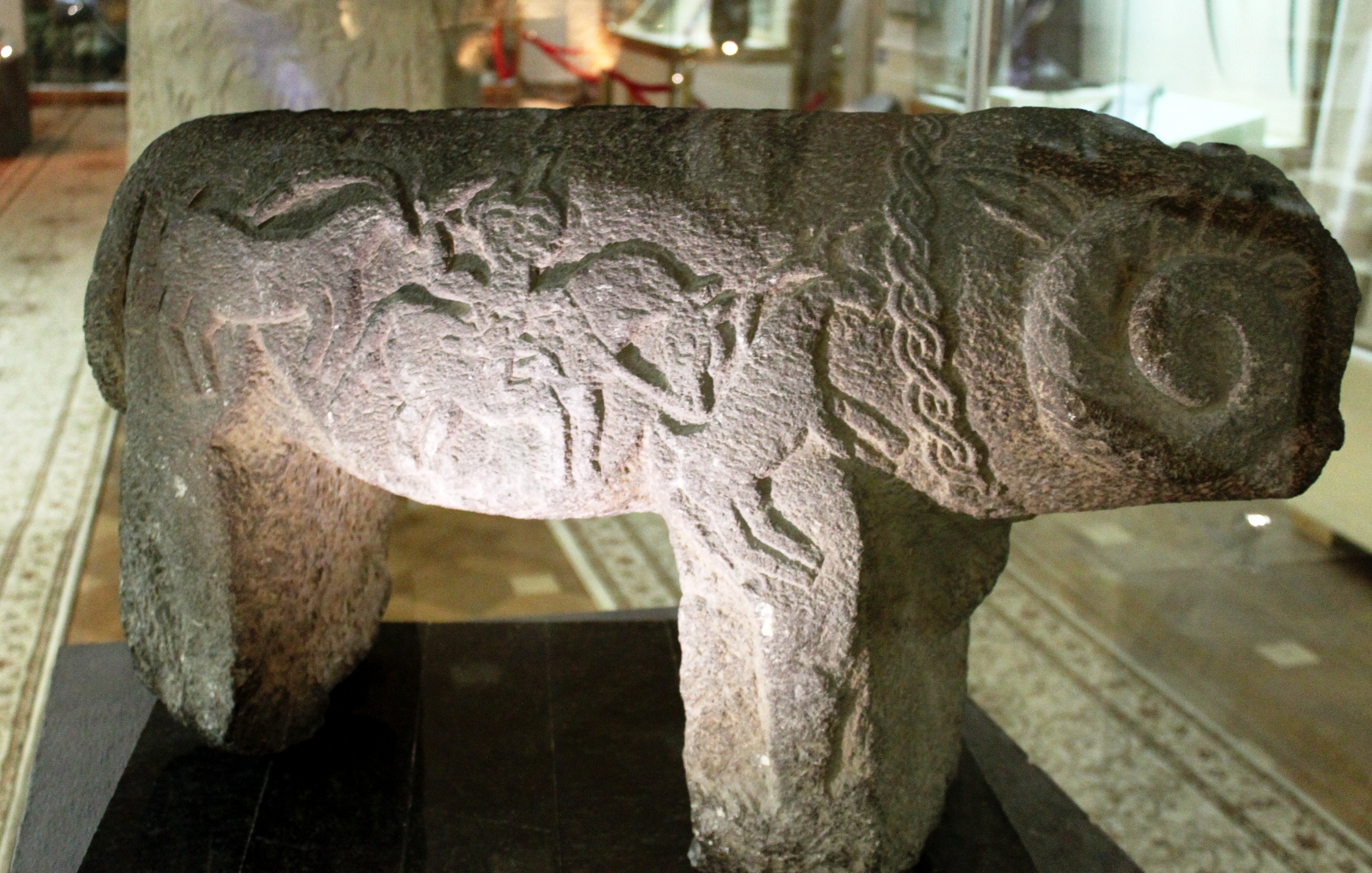
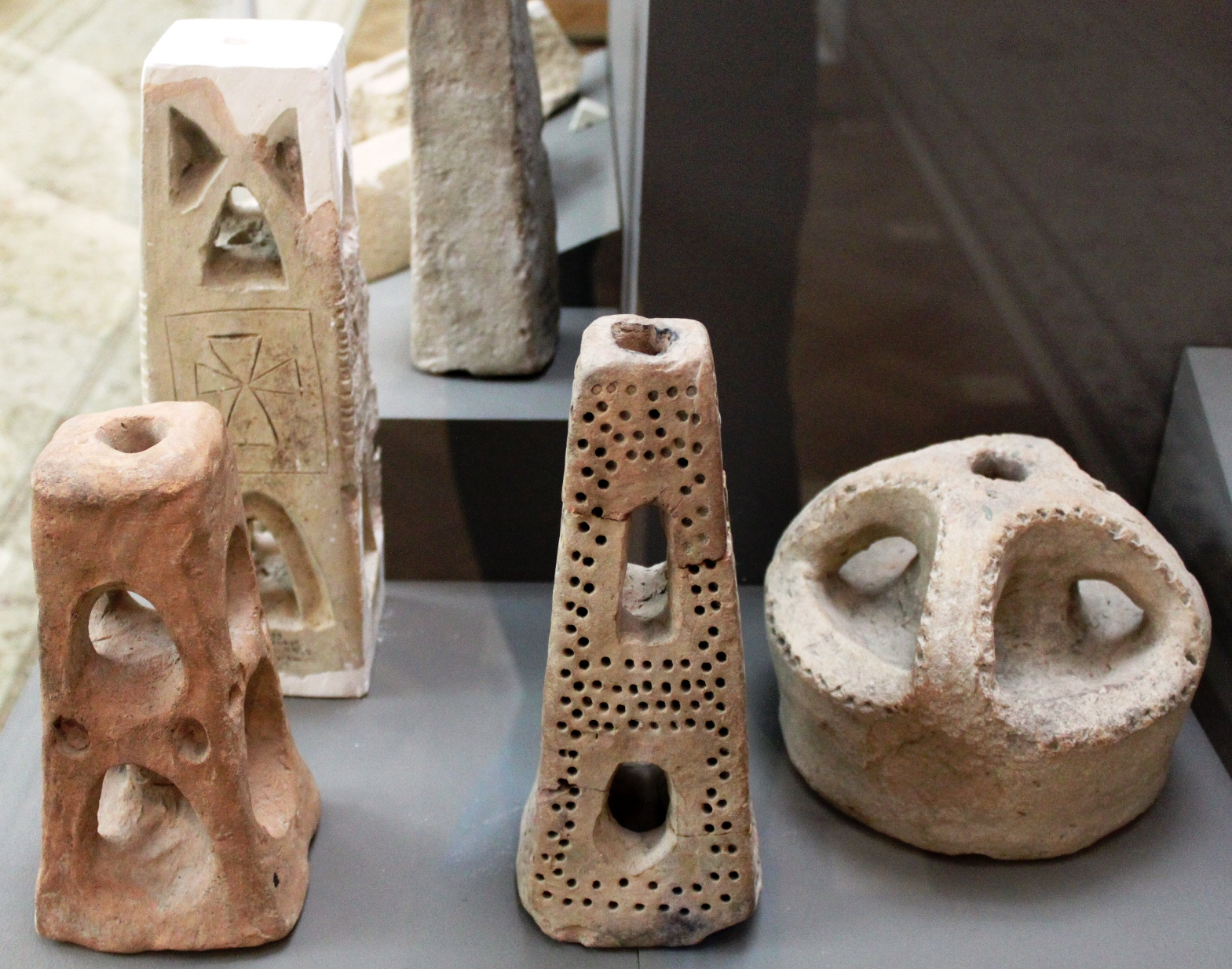
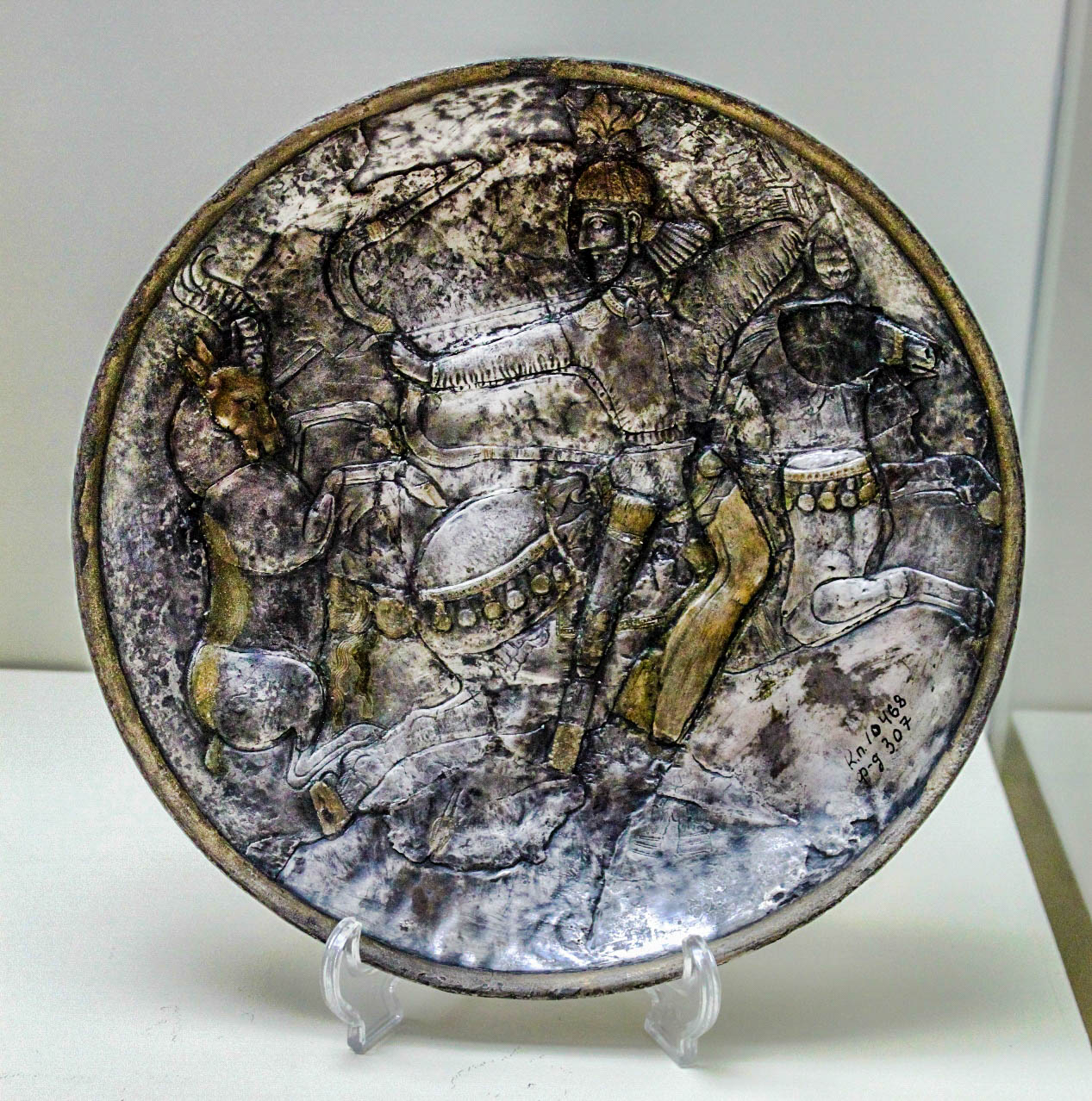
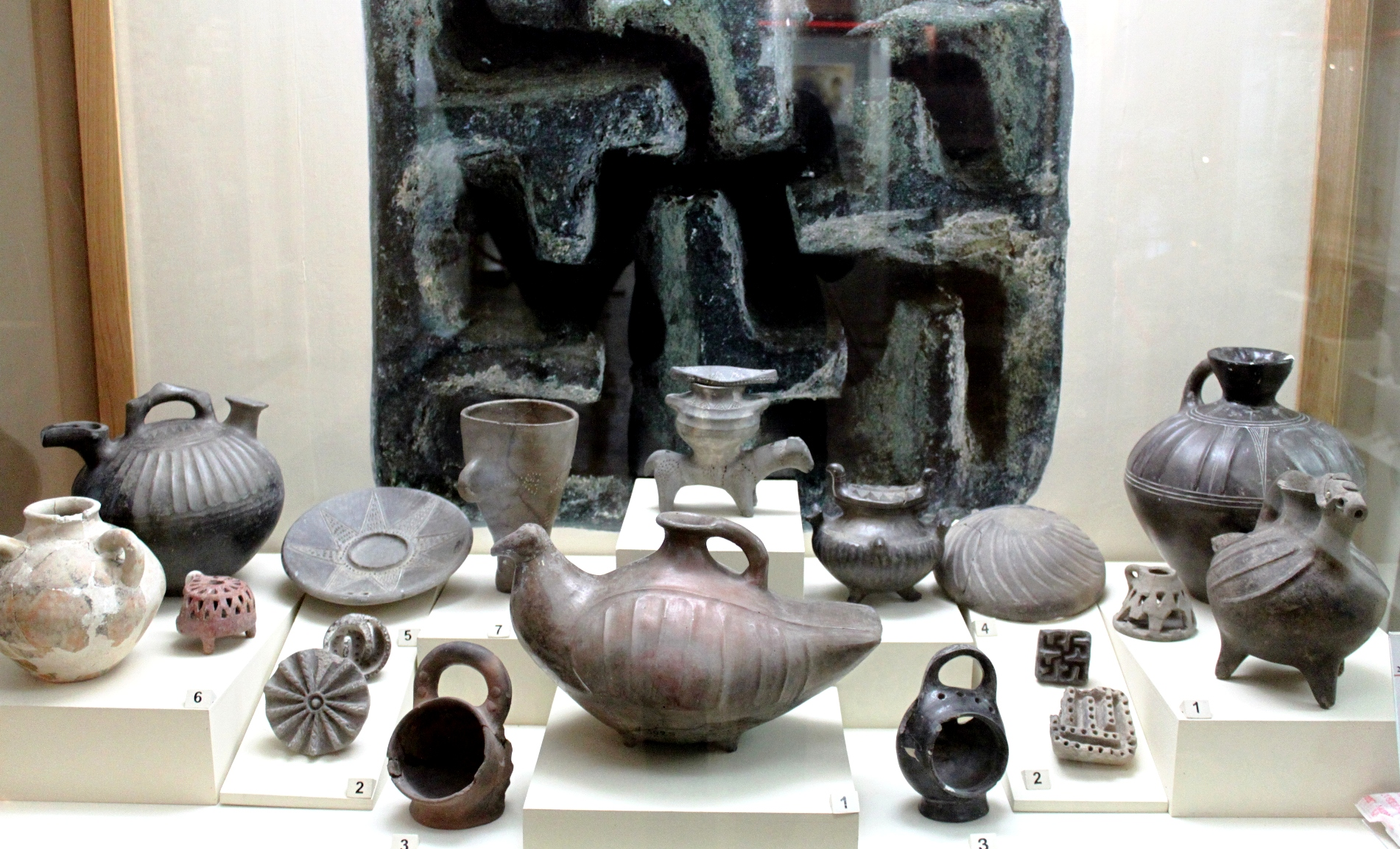
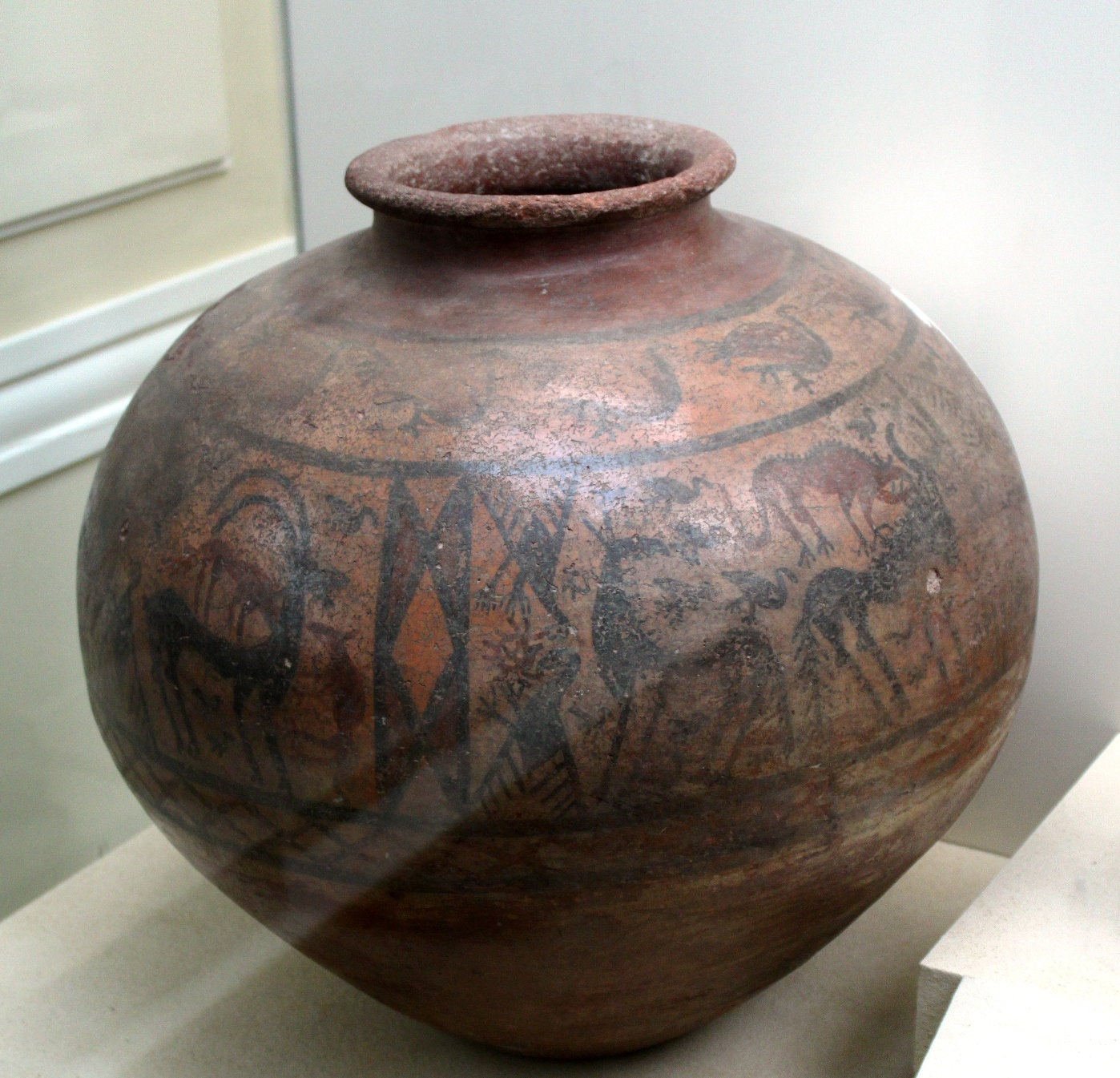
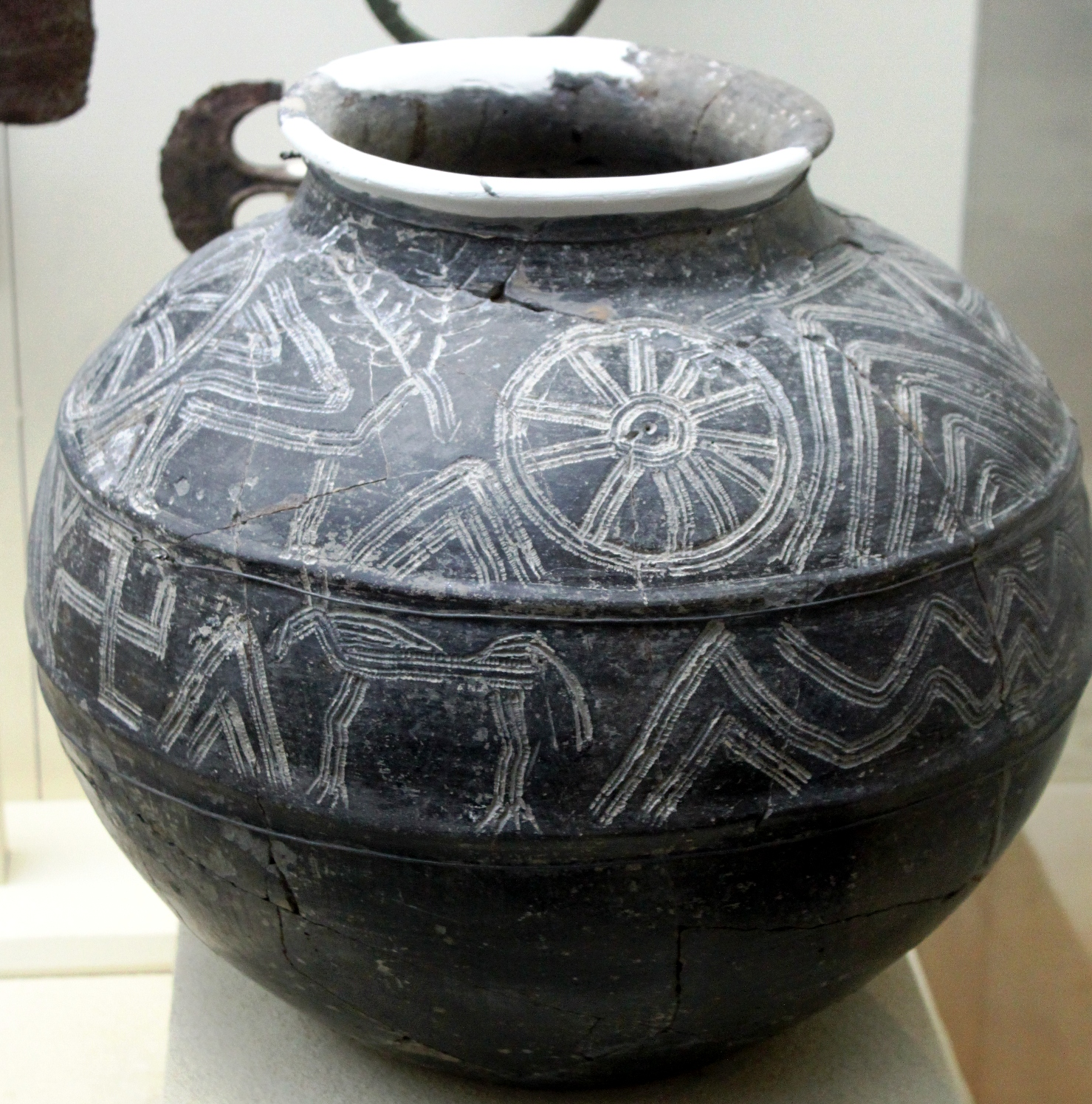
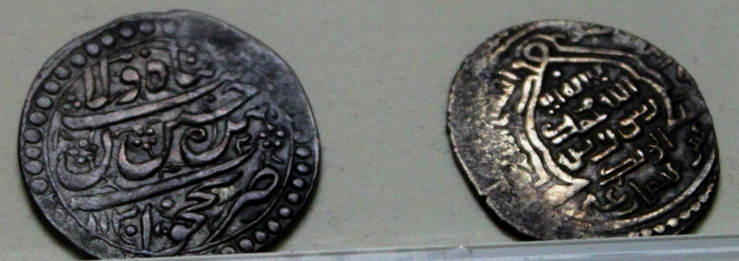
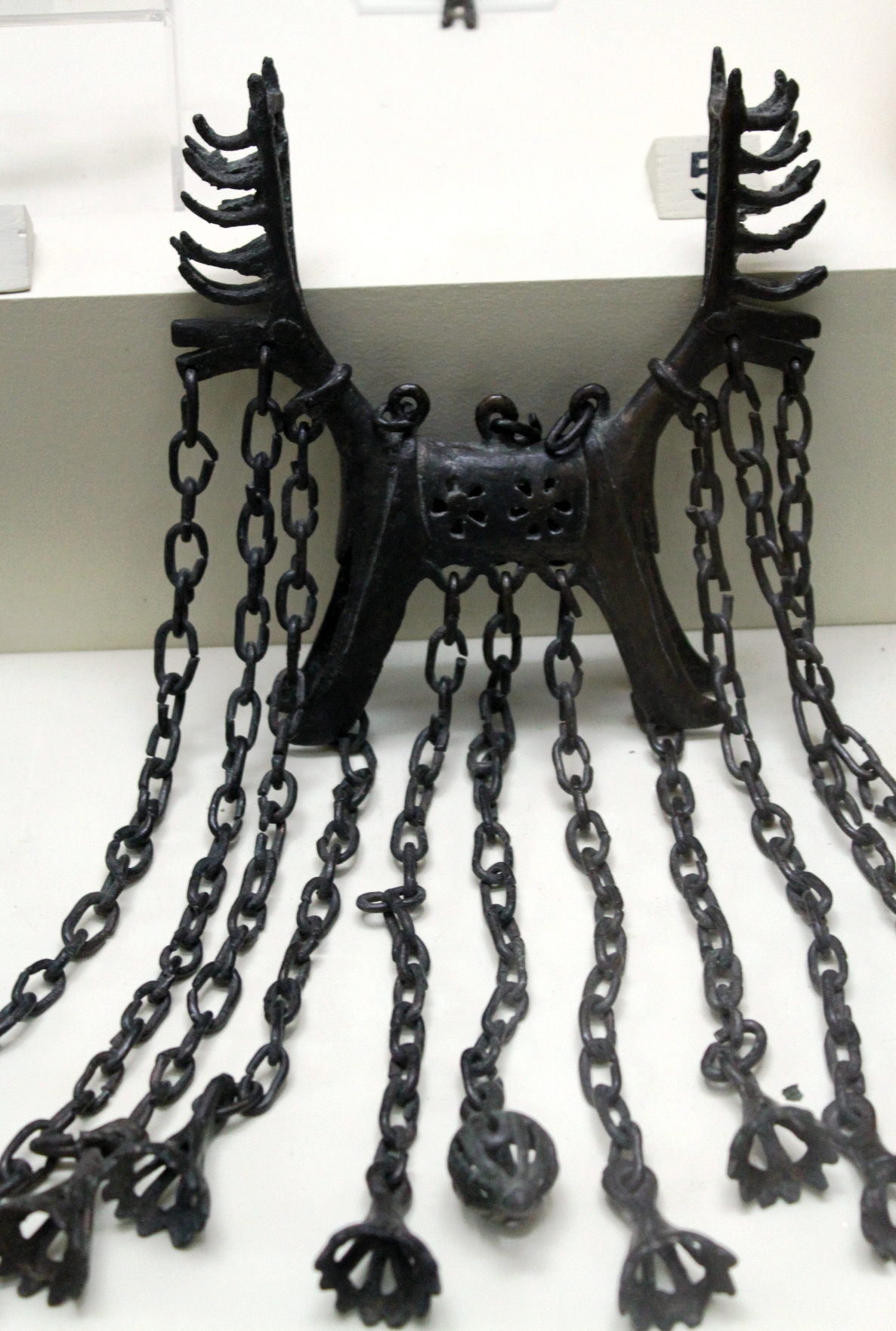
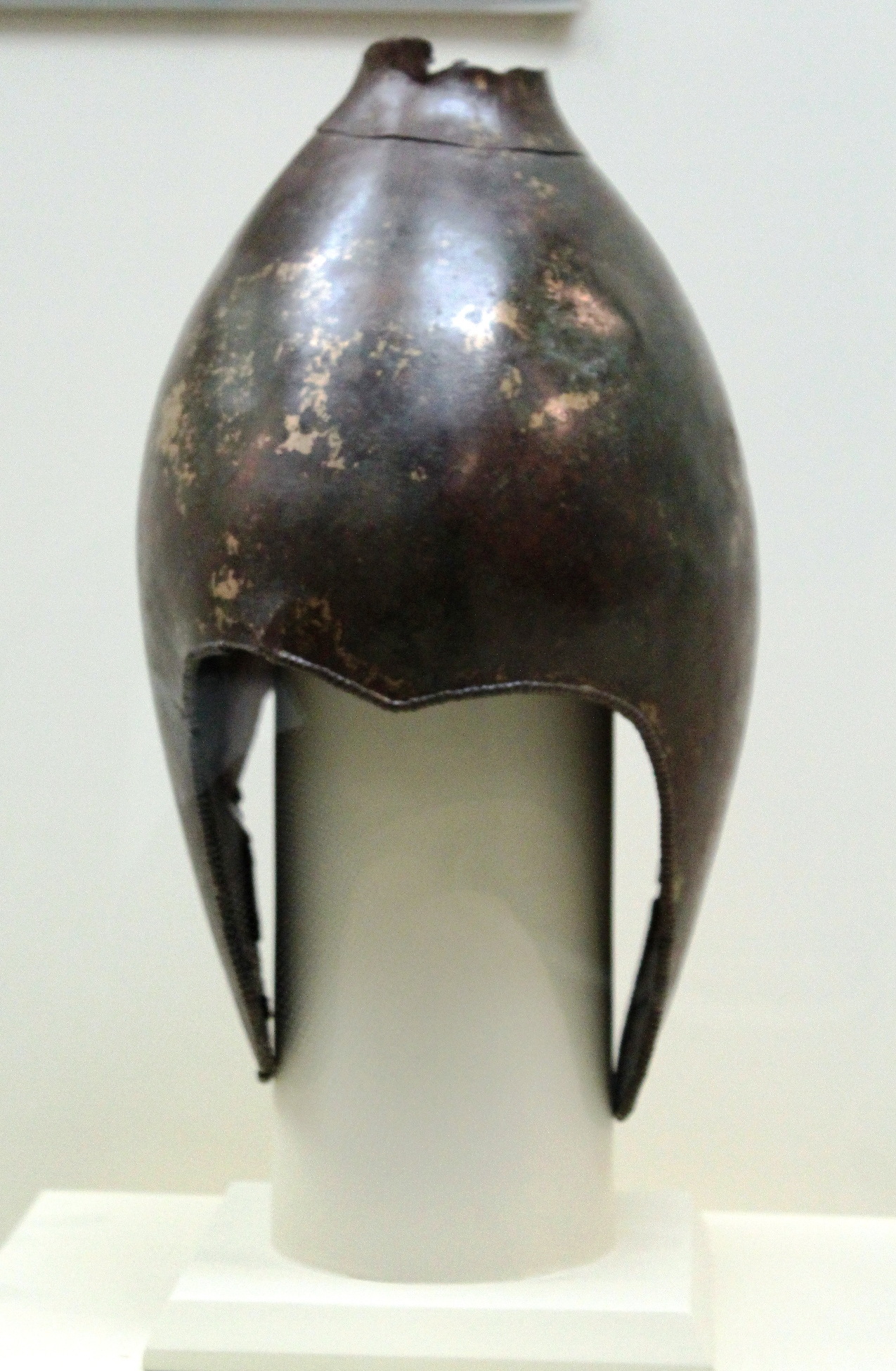
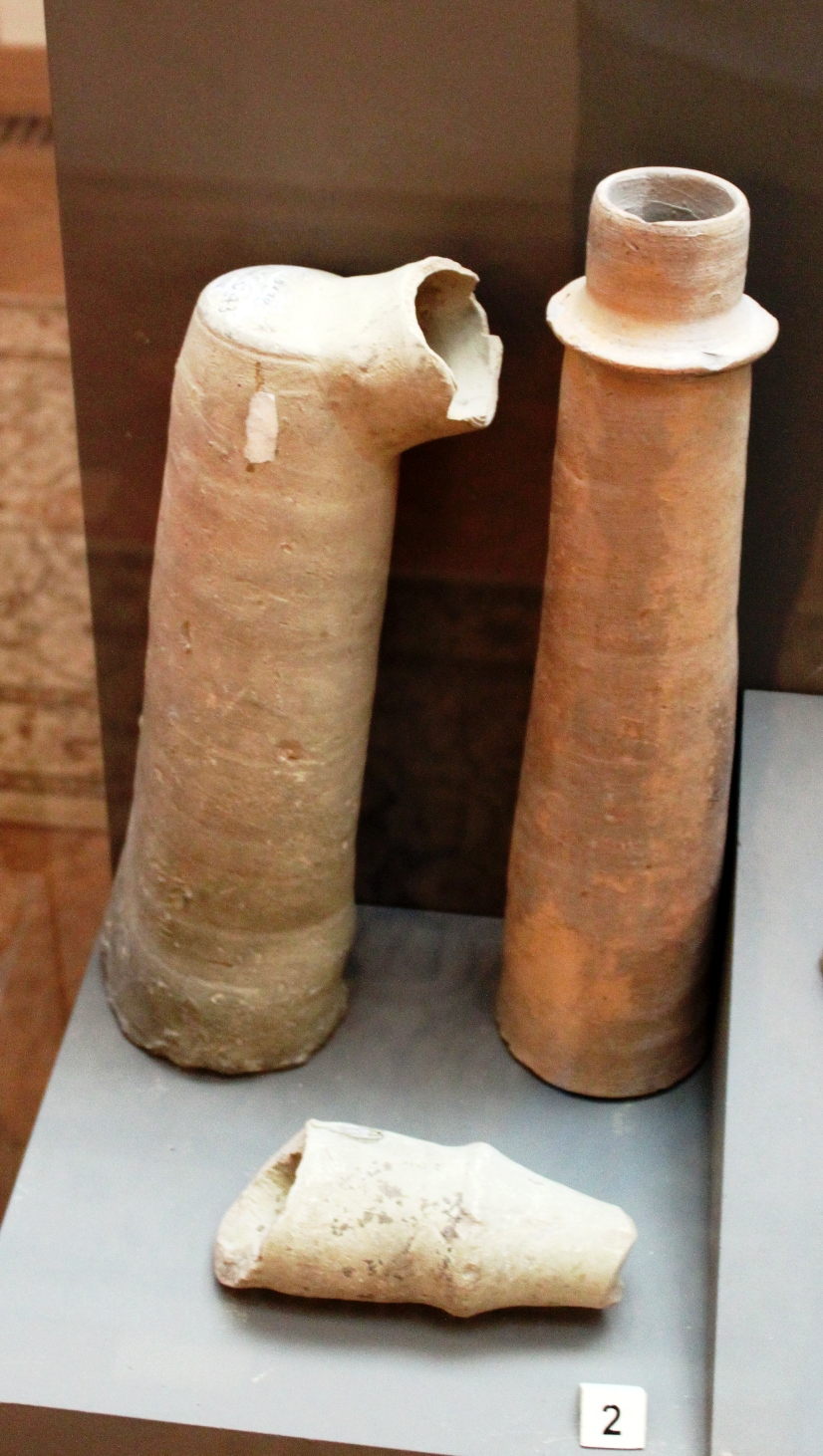
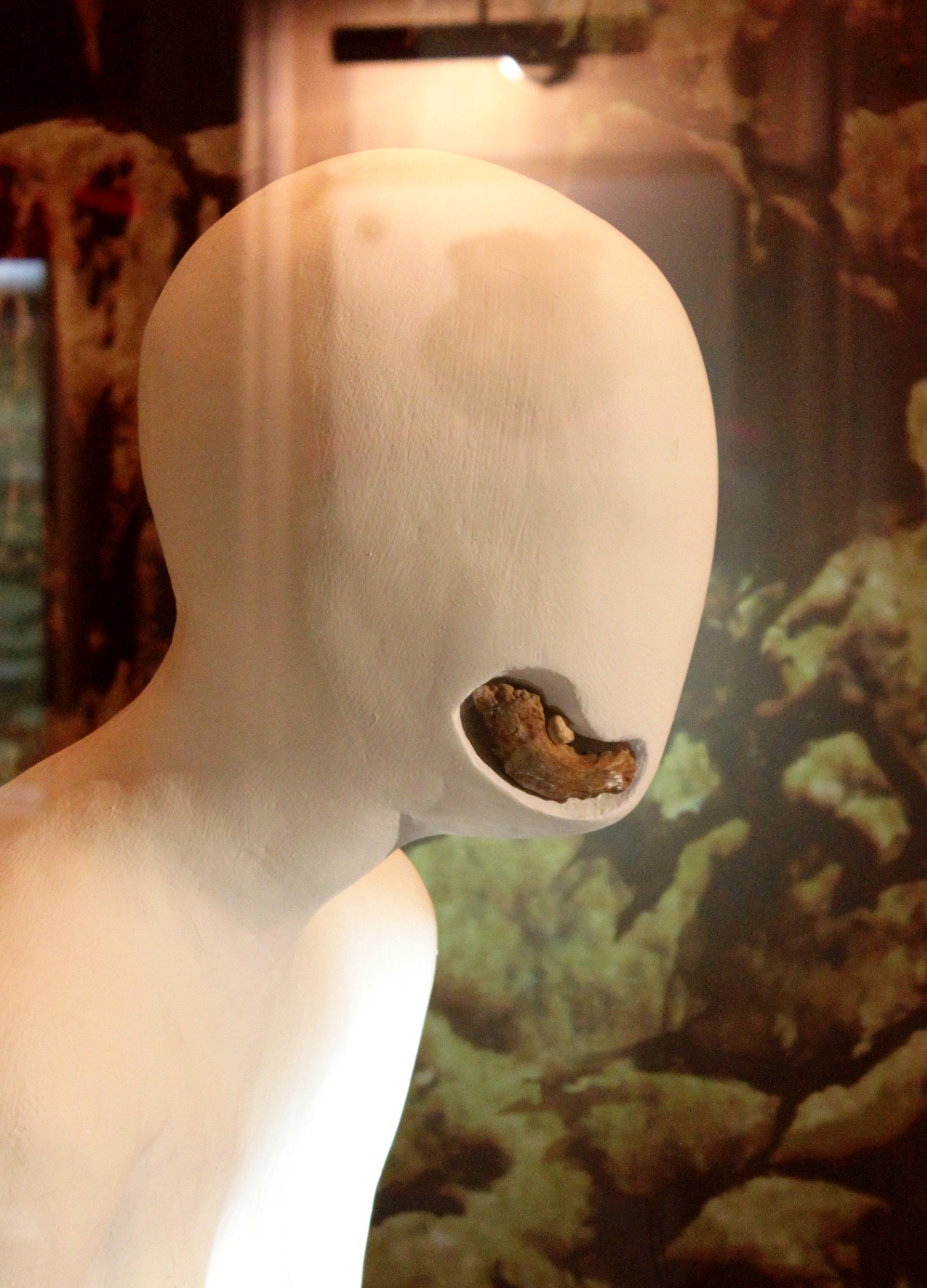
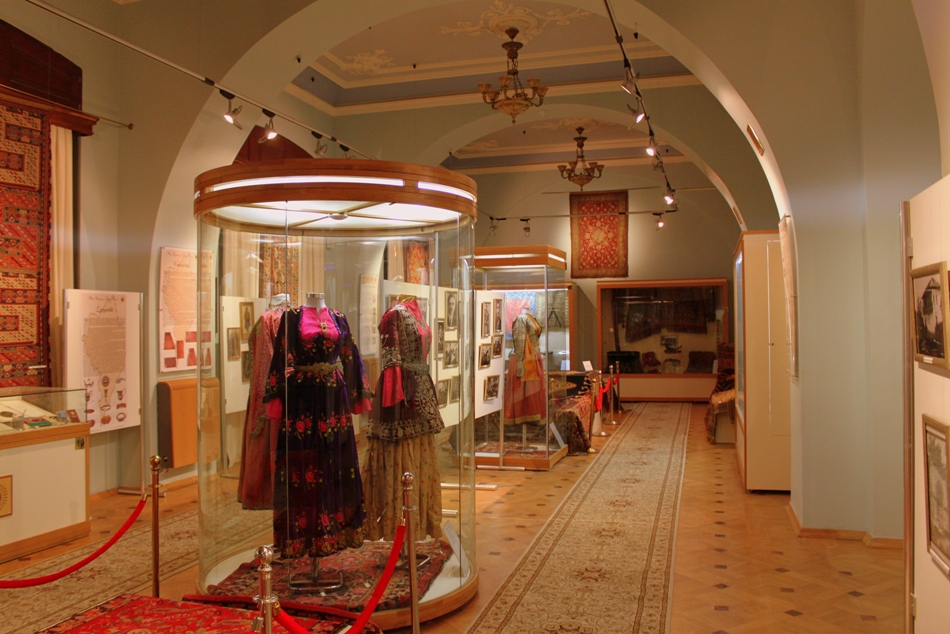
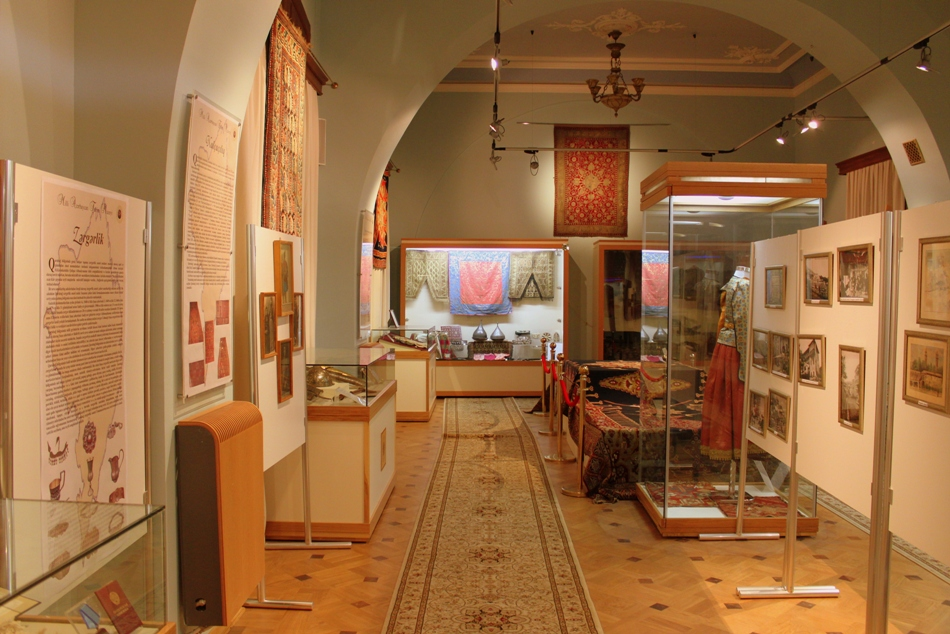
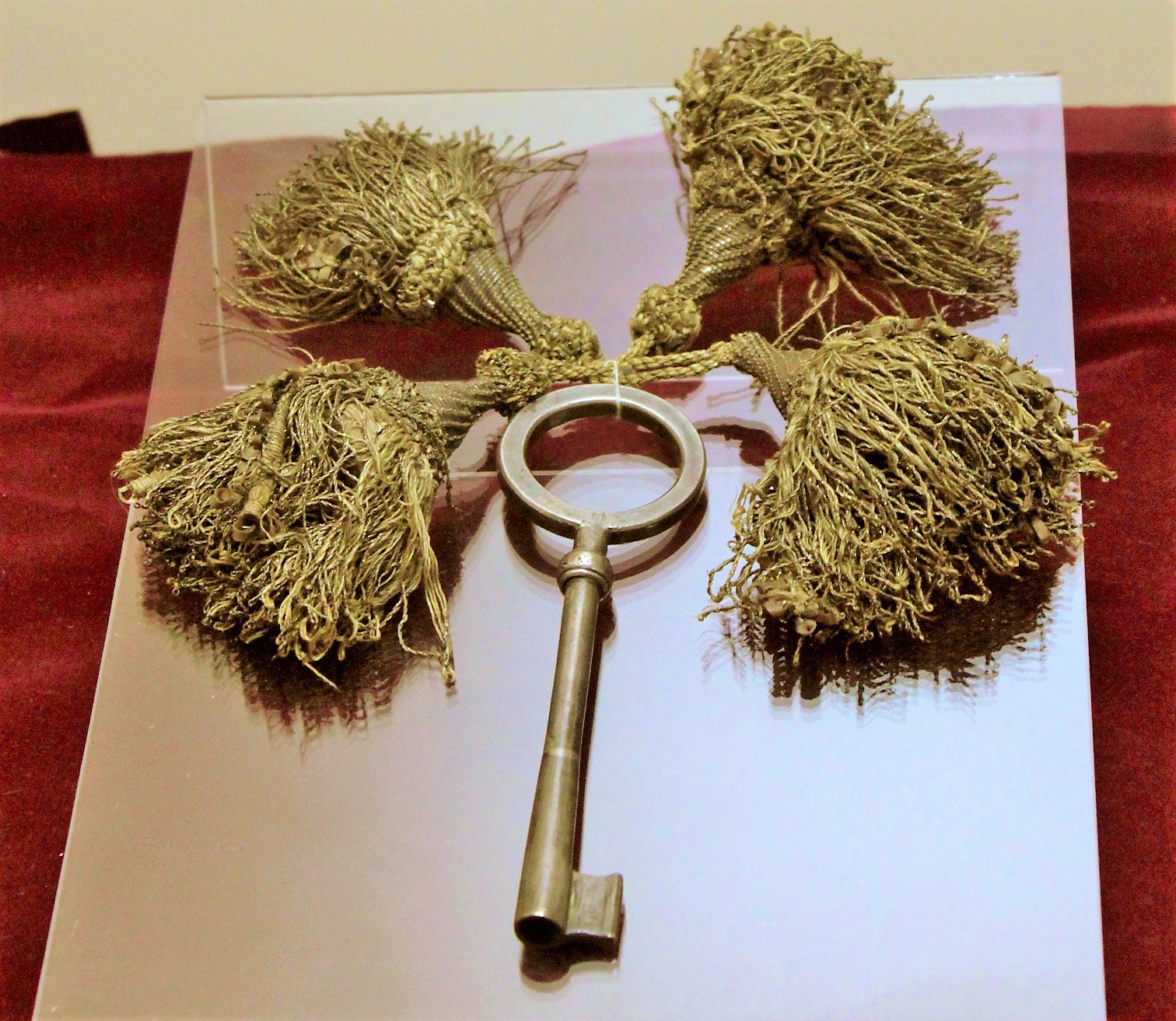

## سکه‌شناسی

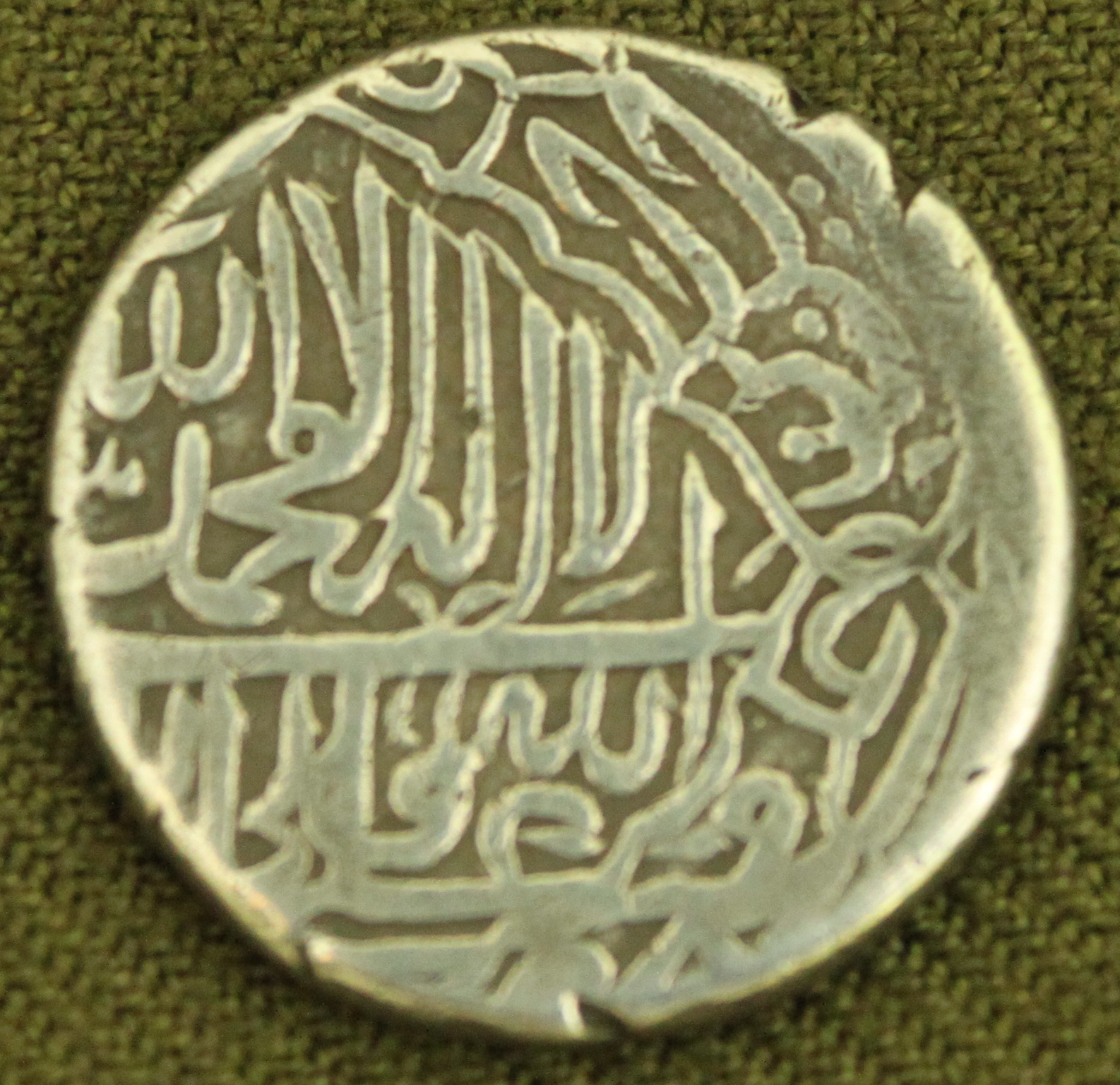
صفویان شاه عباس یکم. سکه نقره‌ای, ۱۵۸۷.
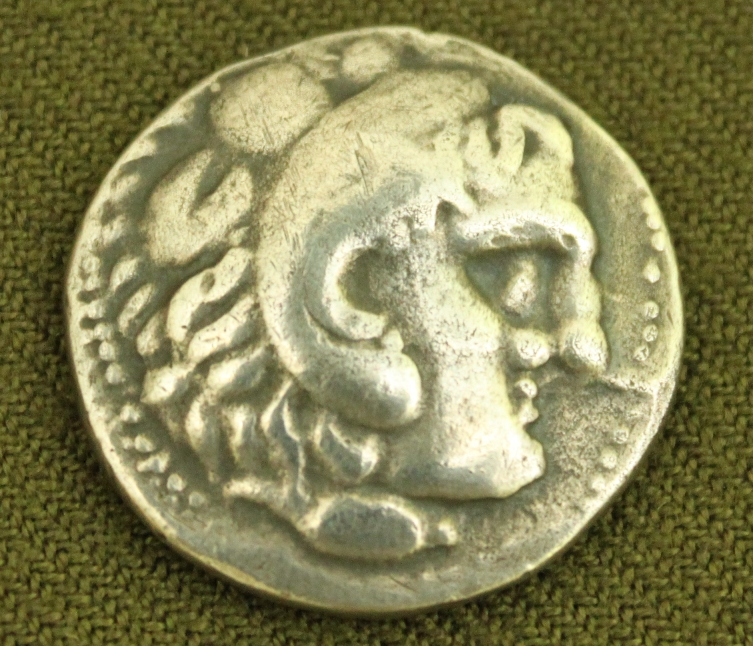
آلبانیای قفقاز. تترادراخما (تقلید) از تصویر اسکندر'
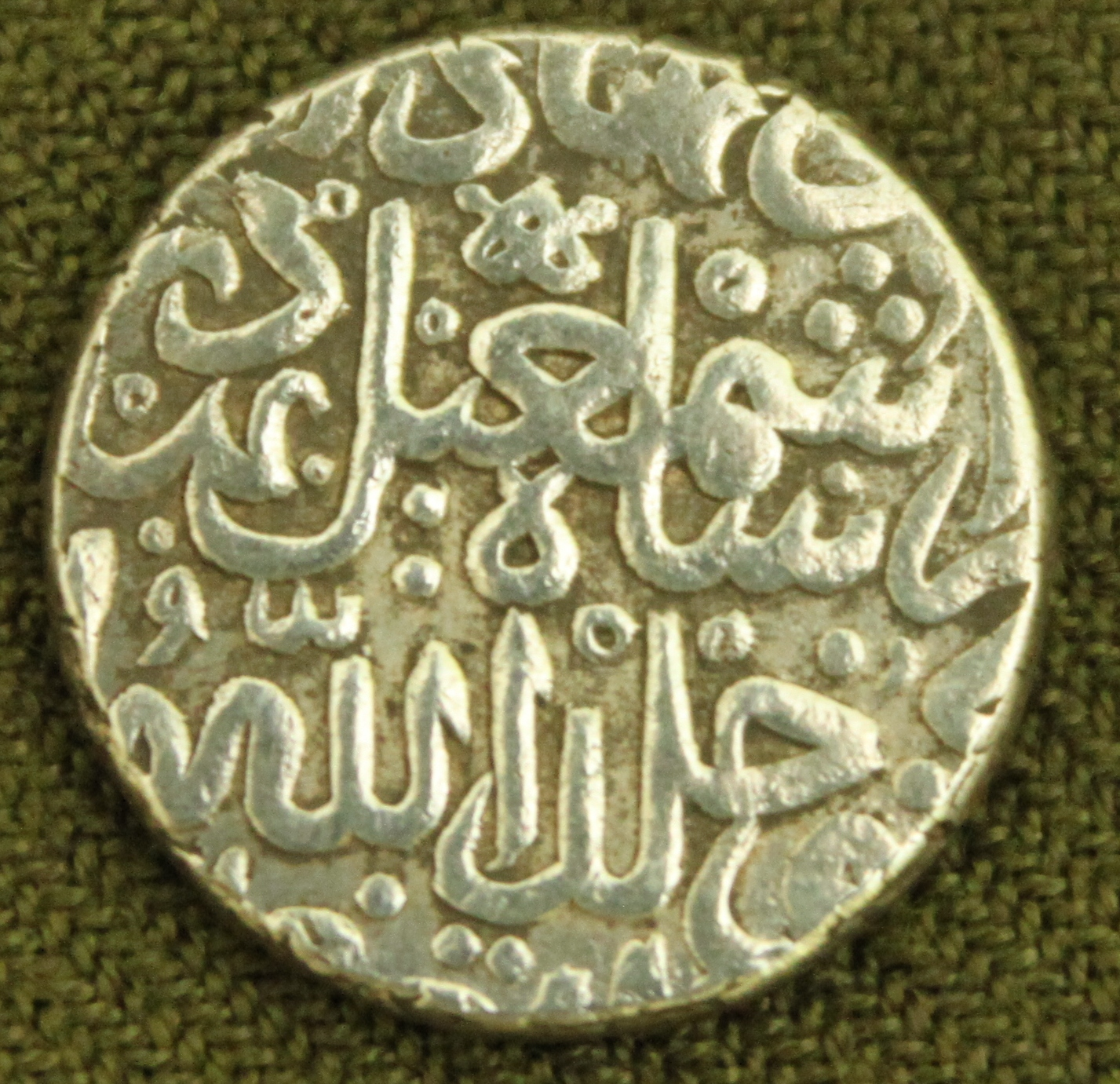
شاه اسماعیل خطایی. سکه نقره‌ای, ۱۵۰۷.
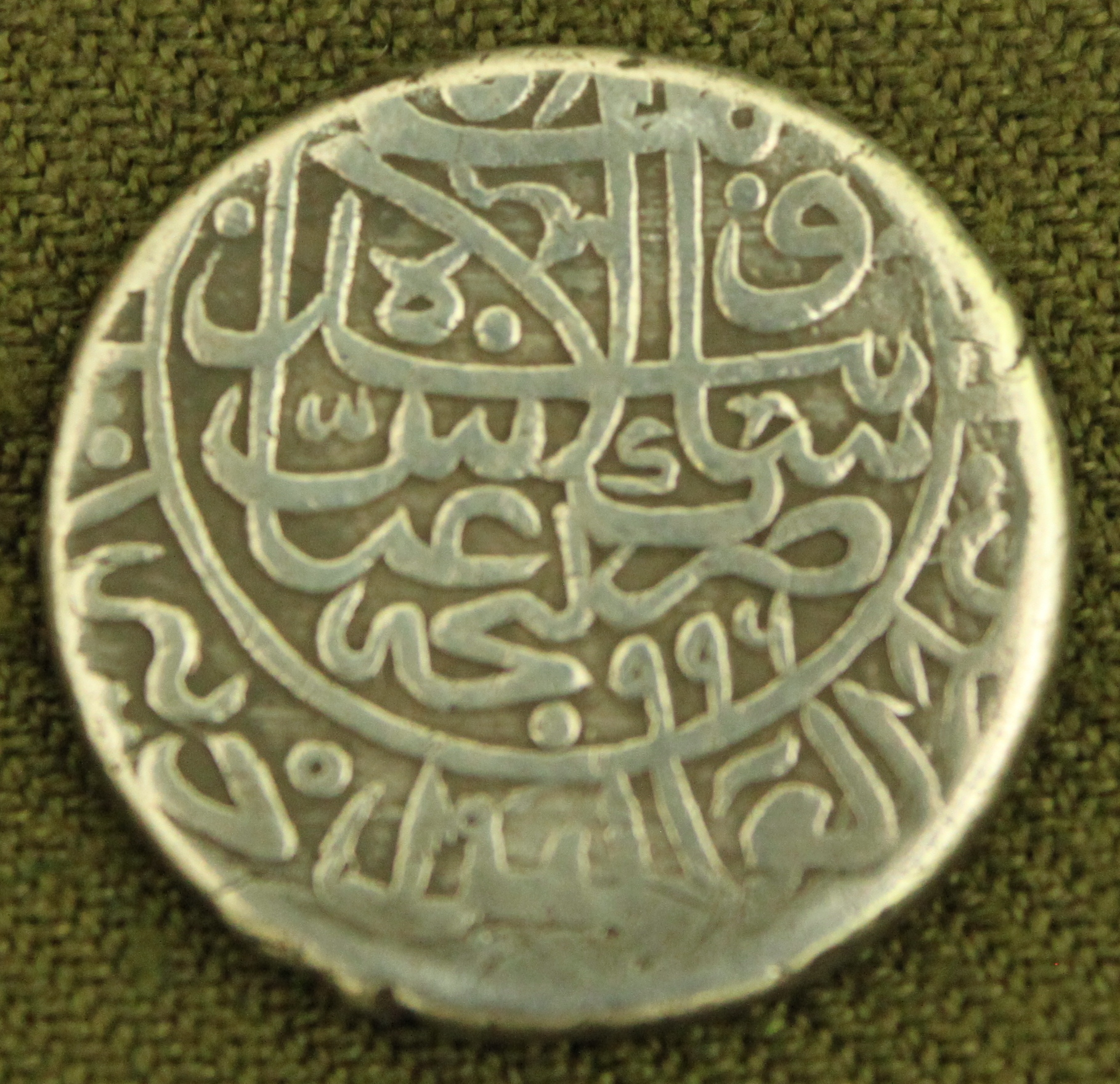
صفویان شاه عباس یکم. سکه نقره‌ای, ۱۵۸۷.
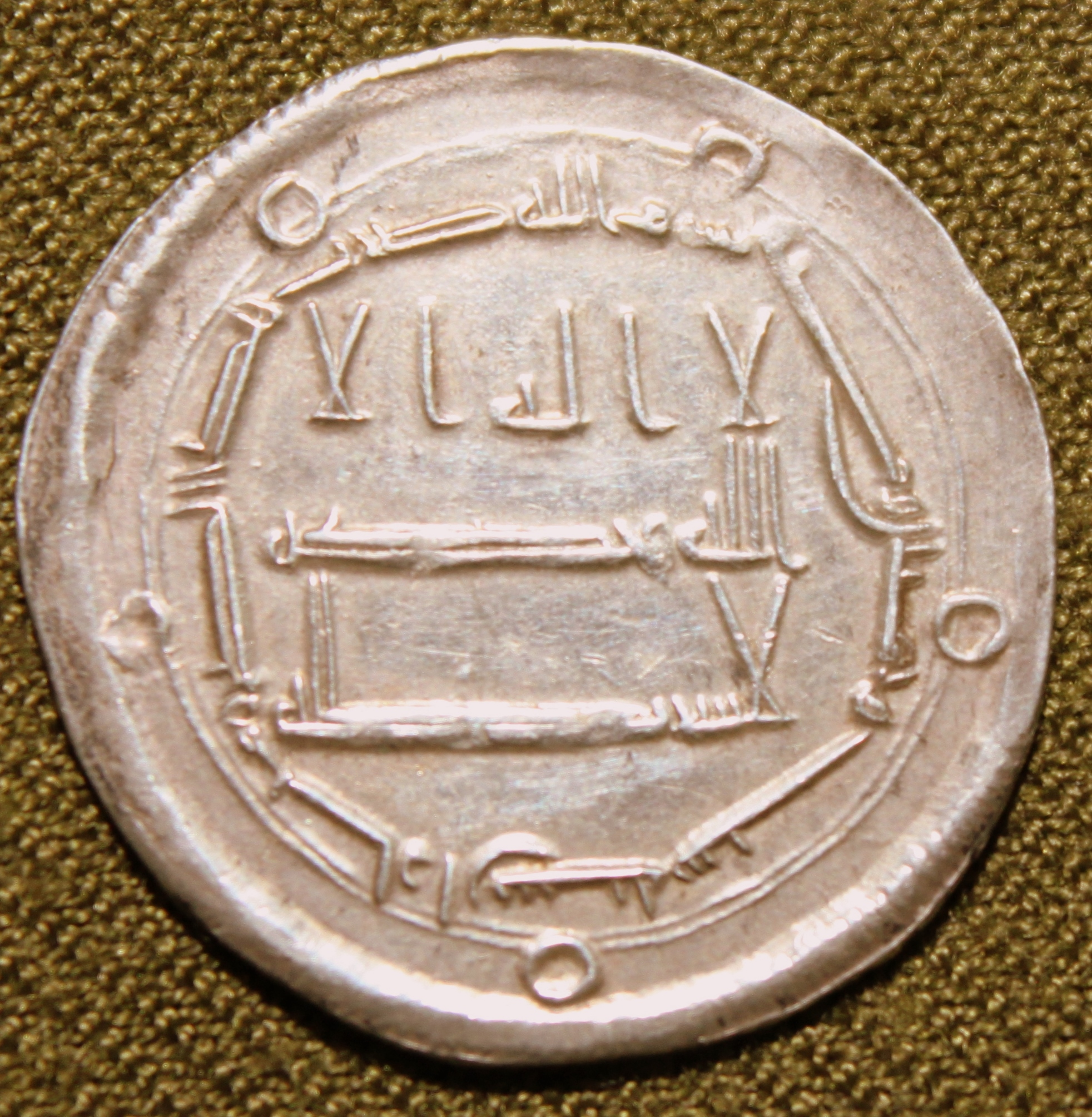
سلسه مزدی‌ها از شروانشاهان محمد بی یزید, درهم نقره‌ای, ۱۳۹۸.
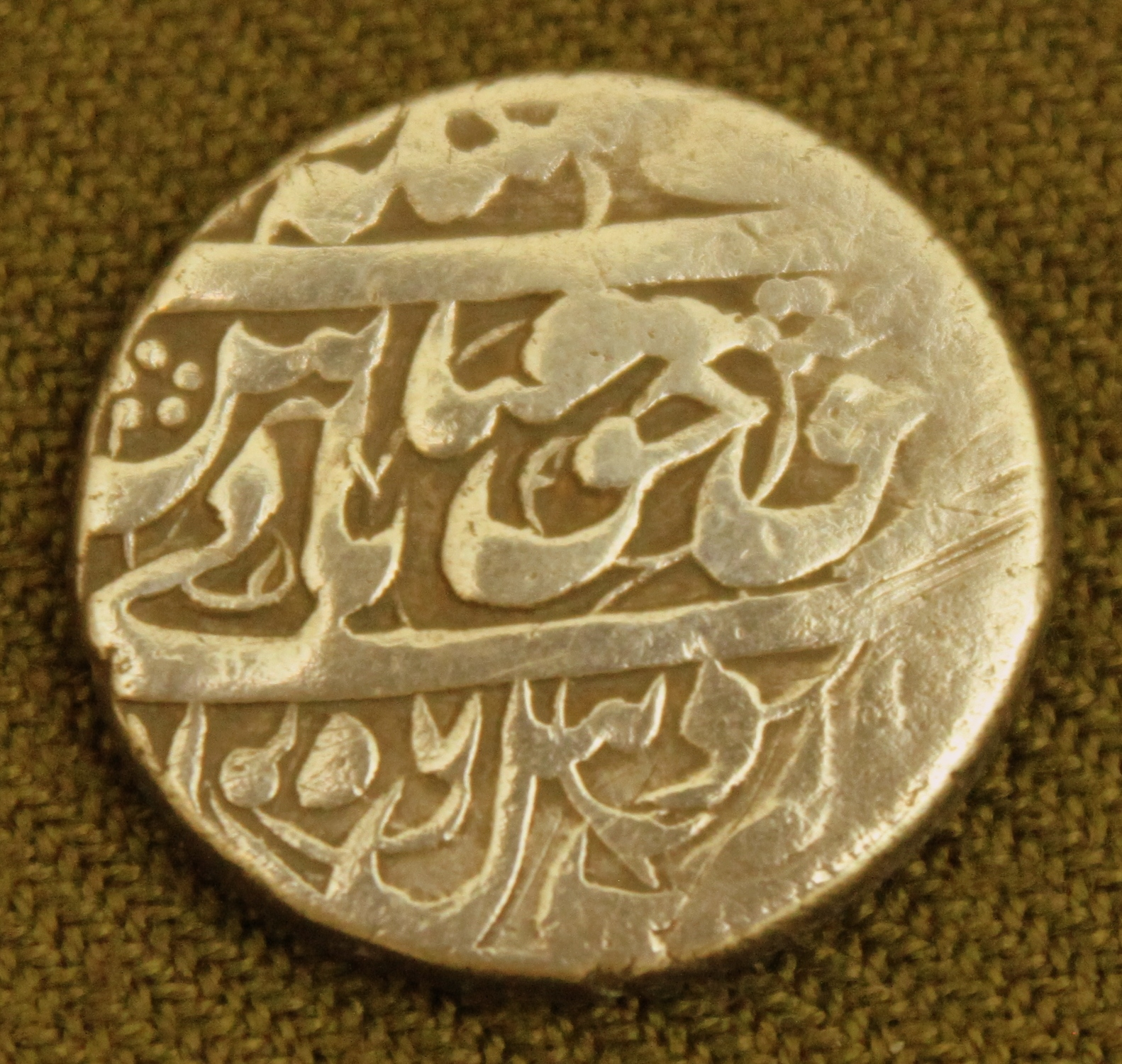
صفویان, شاه عباس دوم, سکه نقره‌ای, ۱۶۴۷.
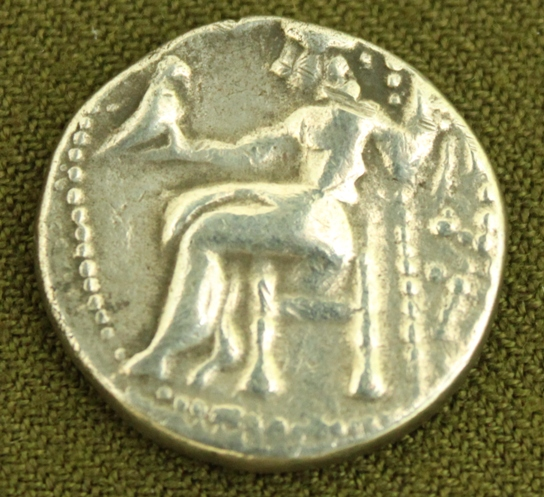
آلبانیای قفقاز. تترادراخما (تقلید) از تصویر اسکندر'.
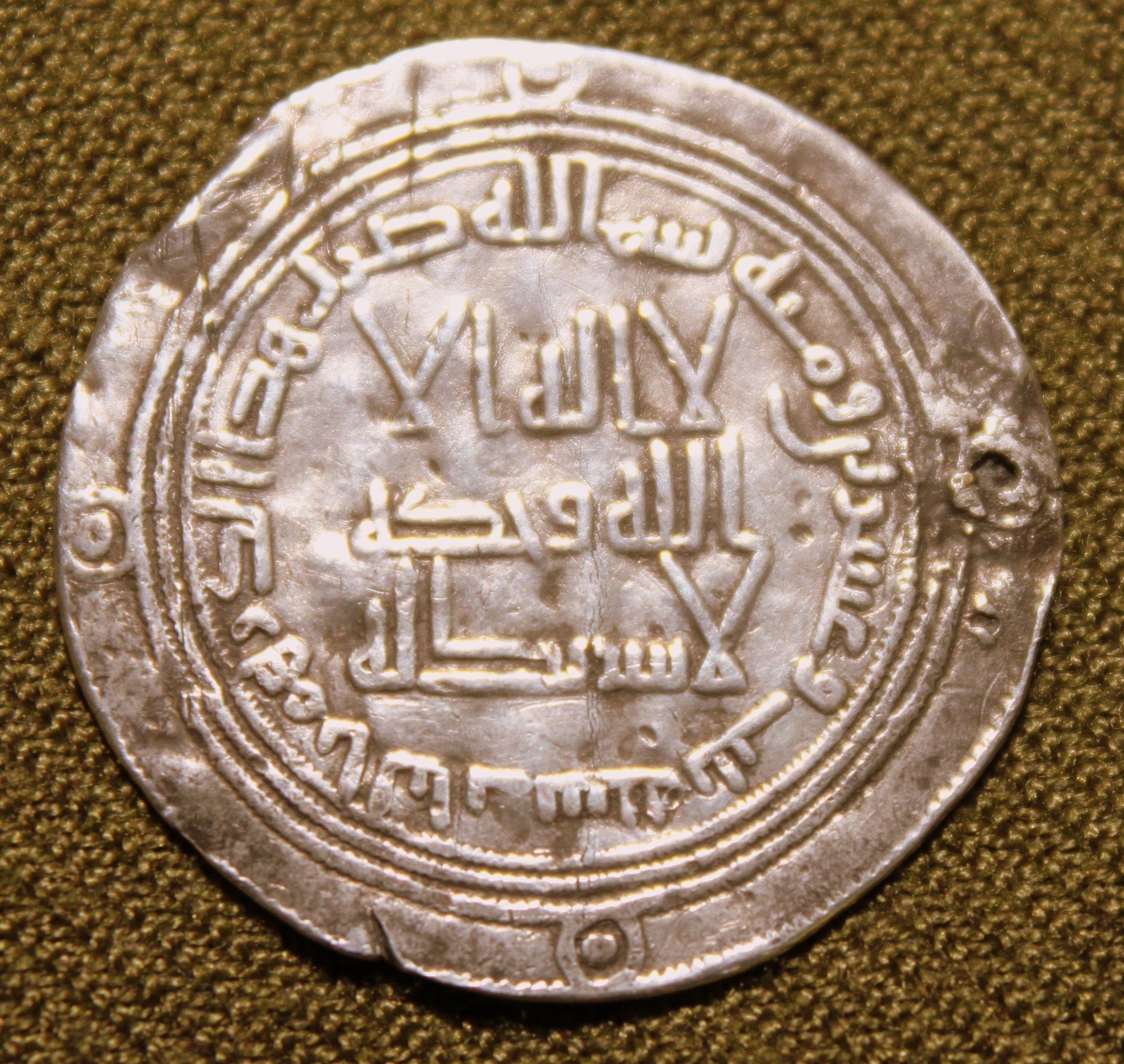
سلسله اماوید, درهم نقره‌ای, دربند.
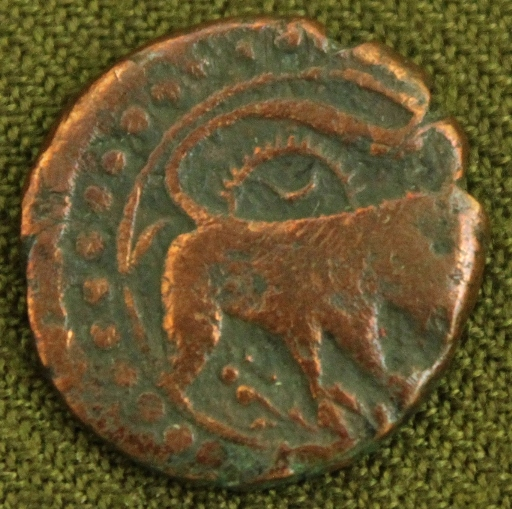
خانات قره باغ, شوشی.
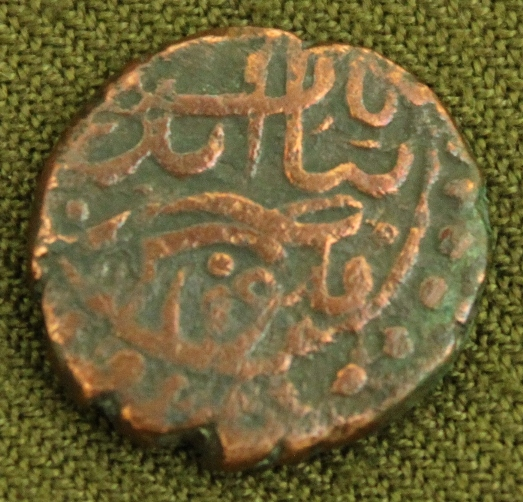
خانات قره باغ, شوشی.